# Verhaal van de wateroever
Het Verhaal van de wateroever (Shuihu zhuan) is een 14e-eeuwse Chinese roman, een van de vier klassieke romans uit de Chinese literatuur. Verder is het een Japanse serie die gebaseerd is op deze roman, waarvan de setting het oude China van de Song-dynastie is, bijna duizend jaar geleden. Het is geschreven door Shi Nai'an en wellicht bewerkt door Luo Guanzhong.
Het verhaal van de serie gaat over 108 helden die corruptie van de overheid bestrijden en daardoor buiten de wet staan. Bijvoorbeeld bezittingen die door onrechtmatige belastingen van al arme burgers worden gestolen, proberen de helden terug te geven aan het volk. De belangrijkste schurk is de gouverneur Kao Chiu. Hij is ambitieus, corrupt, en door en door slecht. De voornaamste held en hoofdrolspeler, Lin Chung, staat aan het begin van het rechtvaardige verzet. Geleidelijk verzamelen zich steeds meer helden in het centrum van verzet, Liang Shan Po, en wat begint met het verzet van een man, wordt het verzet van een groep helden, en groeit uiteindelijk uit tot een leger van heldhaftige strijders. Officieel is dit echter een soort bandietenleger, wellicht enigszins vergelijkbaar met dat van Robin Hood. Een belangrijk citaat uit de serie dat telkens terugkeert, is dan ook:
Do not despise the snake for having no horns, for who is to say it will not become a dragon?
Kijk niet neer op de slang omdat hij geen hoorns heeft, want wie weet of het niet een draak zal worden?
Een ander belangrijk citaat is:
One wrong can move a people and a wronged people can move the world... so may one just man become an army.
Een onrecht kan een volk in beweging zetten, en een volk dat onrecht is aangedaan kan de wereld in beweging zetten... zo kan een rechtvaardige man een leger worden.
Het verhaal is legendarisch. De helden lijken tot bovenmenselijke prestaties in staat te zijn tijdens gevechten, zoals bij meer legendarische wushu films het geval is: Zij kunnen tientallen meters hoog en ver springen en letterlijk even hard lopen als de wind. Volgens het verhaal waren de helden al tijdens hun leven legendarisch. Hun rechtvaardigheid maakt hen als het ware zelfs onoverwinnelijk.
De Japanse televisieserie bestaat uit 26 afleveringen en is aan vele landen verkocht. In Nederland is zij op televisie uitgezonden onder de naam Lin Chung en De rebellen van Liang Shan Po. Verder is zij op video en DVD uitgebracht voor de leeftijdscategorie 15 jaar en ouder.